# Kieler Sportvereinigung Holstein von 1900 2019-2020
Questa voce raccoglie le informazioni riguardanti il Kieler Sportvereinigung Holstein von 1900 nelle competizioni ufficiali della stagione 2019-2020.

## Stagione
Nella stagione 2019-2020 l'Holstein Kiel, allenato da André Schubert e Ole Werner, concluse il campionato di 2. Bundesliga all'11º posto. In Coppa di Germania l'Holstein Kiel fu eliminato al secondo turno dal Verl.

## Rosa
| N. |                                 | Ruolo | Calciatore             |
| -- | ------------------------------- | ----- | ---------------------- |
| 1  | Germania (bandiera)             | P     | Timon Weiner           |
| 2  | Corea del Sud (bandiera)        | D     | Seo Young-jae          |
| 3  | Germania (bandiera)             | D     | Dominik Schmidt        |
| 5  | Germania (bandiera)             | D     | Stefan Thesker         |
| 6  | Bosnia ed Erzegovina (bandiera) | D     | Darko Todorović        |
| 6  | Germania (bandiera)             | C     | Jonas Sterner          |
| 7  | Corea del Sud (bandiera)        | C     | Lee Jae-sung           |
| 8  | Germania (bandiera)             | C     | Alexander Mühling      |
| 9  | Tunisia (bandiera)              | C     | Salim Khelifi          |
| 10 | Ghana (bandiera)                | C     | David Atanga           |
| 11 | Germania (bandiera)             | A     | Fabian Reese           |
| 13 | Turchia (bandiera)              | C     | Salih Özcan            |
| 14 | Germania (bandiera)             | C     | Michael Eberwein       |
| 15 | Germania (bandiera)             | D     | Johannes van den Bergh |

| N. |                     | Ruolo | Calciatore           |
| -- | ------------------- | ----- | -------------------- |
| 16 | Germania (bandiera) | C     | Philipp Sander       |
| 17 | Germania (bandiera) | A     | Makana Baku          |
| 18 | Germania (bandiera) | C     | Lion Lauberbach      |
| 19 | Germania (bandiera) | A     | Emmanuel Iyoha       |
| 20 | Germania (bandiera) | D     | Jannik Dehm          |
| 22 | Serbia (bandiera)   | C     | Aleksandar Ignjovski |
| 23 | Germania (bandiera) | A     | Janni-Luca Serra     |
| 24 | Germania (bandiera) | D     | Hauke Wahl           |
| 25 | Germania (bandiera) | D     | Phil Neumann         |
| 26 | Germania (bandiera) | C     | Jonas Meffert        |
| 27 | Germania (bandiera) | C     | Finn Porath          |
| 29 | Germania (bandiera) | D     | Tobias Fleckstein    |
| 30 | Grecia (bandiera)   | P     | Iōannīs Gkelios      |
| 35 | Germania (bandiera) | P     | Dominik Reimann      |

## Organigramma societario
Area tecnica
- Allenatore: Ole Werner
- Allenatore in seconda: Fabian Boll, Patrick Kohlmann
- Preparatore dei portieri: Patrik Borger
- Preparatori atletici: André Filipovic, Timm Sörensen

## Calciomercato

### Sessione estiva
| Acquisti | Acquisti         | Acquisti        | Acquisti |
| R.       | Nome             | da              | Modalità |
| -------- | ---------------- | --------------- | -------- |
| C        | Salim Khelifi    | Zurigo          |          |
| C        | Salih Özcan      | Colonia         |          |
| D        | Darko Todorović  | Salisburgo      |          |
| C        | David Atanga     | Salisburgo      |          |
| A        | Makana Baku      | Sonnenhof G.    |          |
| C        | Michael Eberwein | Fortuna Colonia |          |
| P        | Iōannīs Gkelios  | Hansa Rostock   |          |
| A        | Daniel Hanslik   | Wolfsburg II    |          |
| A        | Emmanuel Iyoha   | Erzgebirge Aue  |          |
| C        | Lion Lauberbach  | Zwickau         |          |
| D        | Phil Neumann     | Ingolstadt 04   |          |
| C        | Finn Porath      | Unterhaching    |          |
| D        | Seo Young-jae    | Duisburg        |          |

| Cessioni | Cessioni            | Cessioni            | Cessioni |
| R.       | Nome                | a                   | Modalità |
| -------- | ------------------- | ------------------- | -------- |
| A        | Noah Awuku          | Chemnitz            |          |
| D        | Yann Bisseck        | Colonia             |          |
| C        | László Bénes        | Borussia M'gladbach |          |
| A        | Franck Evina        | Uerdingen 05        |          |
| C        | Mathias Honsak      | Salisburgo          |          |
| C        | Patrick Kammerbauer | Friburgo            |          |
| C        | Atakan Karazor      | Stoccarda           |          |
| C        | David Kinsombi      | Amburgo             |          |
| C        | Heinz Mörschel      | Preußen Münster     |          |
| C        | Masaya Okugawa      | Salisburgo          |          |
| C        | Kingsley Schindler  | Colonia             |          |
| A        | Aaron Seydel        | Magonza             |          |
| D        | Arne Sicker         | Duisburg            |          |

### Sessione invernale
| Acquisti | Acquisti     | Acquisti   | Acquisti |
| R.       | Nome         | da         | Modalità |
| -------- | ------------ | ---------- | -------- |
| A        | Fabian Reese | Schalke 04 |          |

| Cessioni | Cessioni       | Cessioni      | Cessioni |
| R.       | Nome           | a             | Modalità |
| -------- | -------------- | ------------- | -------- |
| A        | Daniel Hanslik | Hansa Rostock |          |

## Risultati

### 2. Bundesliga

#### Girone di andata
| Arbitro: | Stieler |

|           |           |            |
| Iyoha 52’ | Marcatori | 4’ Behrens |

| Arbitro: | Aarnink |

|                              |           |  |
| Skarke 11’ Dursun 64’ (rig.) | Marcatori |  |

| Arbitro: | Stegemann |

|              |           |              |
| Lee 45’, 64’ | Marcatori | 17’ Grozurek |

| Arbitro: | Schmidt |

|                         |           |          |
| Lawrence 50’ Conteh 66’ | Marcatori | 81’ Baku |

| Arbitro: | Koslowski |

|         |           |                 |
| Lee 73’ | Marcatori | 48’ Hochscheidt |

| Arbitro: | Winter |

|                                  |           |  |
| Leipertz 3’ Kleindienst 29’, 55’ | Marcatori |  |

| Arbitro: | Thomsen |

|         |           |                          |
| Lee 63’ | Marcatori | 43’ Ducksch 52’ Teuchert |

| Arbitro: | Aarnink |

|  |           |                         |
|  | Marcatori | 26’ Serra 49’, 61’ Baku |

| Arbitro: | Waschitzki-Günther |

|          |           |                       |
| Baku 16’ | Marcatori | 30’ George 87’ Albers |

| Arbitro: | Kempkes |

|  |           |         |
|  | Marcatori | 55’ Lee |

| Arbitro: | Gerach |

|                  |           |                     |
| Lee 9’ Serra 52’ | Marcatori | 39’ (rig.) Ganvoula |

| Arbitro: | Kempter |

|                                |           |           |
| Klos 33’ (rig.) Voglsammer 73’ | Marcatori | 68’ Iyoha |

| Arbitro: | Dingert |

|           |           |               |
| Serra 43’ | Marcatori | 90’ Letschert |

| Arbitro: | Siewer |

|                                     |           |                                                                  |
| Schäffler 5’ (rig.), 52’ Kyereh 30’ | Marcatori | 8’ Iyoha 21’, 27’ (rig.) Mühling 29’ Serra 50’ Özcan 90’ Meffert |

| Arbitro: | Günsch |

|            |           |                     |
| Ballas 79’ | Marcatori | 15’ Iyoha 30’ Özcan |

| Arbitro: | Sather |

|                              |           |                                                |
| Serra 10’ Mühling 42’ (rig.) | Marcatori | 31’ (rig.), 48’ Álvarez 63’ Blacha 77’ Henning |

| Arbitro: | Gerach |

|                       |           |                       |
| Sørensen 38’ Hack 67’ | Marcatori | 77’ Serra 90’ Thesker |

#### Girone di ritorno
| Arbitro: | Fritz |

|                       |           |                     |
| Engels 53’ Halimi 54’ | Marcatori | 11’ Özcan 75’ Iyoha |

| Arbitro: | Heft |

|             |           |            |
| Thesker 30’ | Marcatori | 45’ Dursun |

| Arbitro: | Pfeifer |

|  |           |                      |
|  | Marcatori | 26’ Reese 31’ Porath |

| Arbitro: | Aarnink |

|                     |           |             |
| Özcan 30’ Serra 69’ | Marcatori | 52’ Veerman |

| Arbitro: | Kampka |

|             |           |                     |
| Nəzərov 70’ | Marcatori | 42’ Özcan 63’ Iyoha |

| Arbitro: | Kempter |

|  |           |                |
|  | Marcatori | 77’ Theuerkauf |

| Arbitro: | Stegemann |

|                                    |           |         |
| Guidetti 11’ Ochs 80’ Weydandt 90’ | Marcatori | 68’ Lee |

| Arbitro: | Willenborg |

|                    |           |          |
| Mühling 35’ (rig.) | Marcatori | 1’ Ernst |

| Arbitro: | Petersen |

|                              |           |                   |
| Stolze 75’ Albers 90’ (rig.) | Marcatori | 3’ Lee 58’ Porath |

| Arbitro: | Schröder |

|                                  |           |                                |
| Iyoha 7’ Dehm 78’ Lauberbach 79’ | Marcatori | 59’ (rig.) González 86’ Mvumpa |

| Arbitro: | Winkmann |

|                            |           |             |
| Osei-Tutu 49’ Ganvoula 63’ | Marcatori | 74’ Meffert |

| Arbitro: | Ittrich |

|             |           |                           |
| Mühling 51’ | Marcatori | 23’ Clauss 90’ Schipplock |

| Arbitro: | Dankert |

|                                     |           |                              |
| Hunt 21’ (rig.) Pohjanpalo 23’, 67’ | Marcatori | 9’ Mühling 64’ Iyoha 90’ Lee |

| Arbitro: | Jablonski |

|          |           |                      |
| Wahl 21’ | Marcatori | 40’ Lorch 56’ Aigner |

| Arbitro: | Ittrich |

|                          |           |  |
| Iyoha 45’ Lauberbach 80’ | Marcatori |  |

| Arbitro: | Stieler |

|                                                      |           |                     |
| Heyer 3’ Ajdini 24’ Gugganig 51’ (rig.) Amenyido 86’ | Marcatori | 78’ (aut.) Gugganig |

| Arbitro: | Jablonski |

|                |           |          |
| Lauberbach 67’ | Marcatori | 3’ Erras |

### Coppa di Germania
| Arbitro: | Siewer |

|  |           |                                                  |
|  | Marcatori | 39’, 65’, 76’ Baku 54’ Lee 63’ Atanga 88’ Porath |

| Arbitro: | Günsch |

|                                                                         |                      |                                                                |
| Hecker 45’                                                              | Marcatori            | 13’ Serra                                                      |
| Janjić Lach Ritzka Choroba Schröder Haeder Stöckner Andzouana Schöppner | Tiri di rigore 8 – 7 | Wahl Khelifi Mühling Porath Iyoha Lee Schmidt Eberwein Neumann |

## Statistiche

### Statistiche di squadra
| Competizione      | Punti | In casa | In casa | In casa | In casa | In casa | In casa | In trasferta | In trasferta | In trasferta | In trasferta | In trasferta | In trasferta | Totale | Totale | Totale | Totale | Totale | Totale | DR |
| Competizione      | Punti | G       | V       | N       | P       | Gf      | Gs      | G            | V            | N            | P            | Gf           | Gs           | G      | V      | N      | P      | Gf     | Gs     | DR |
| ----------------- | ----- | ------- | ------- | ------- | ------- | ------- | ------- | ------------ | ------------ | ------------ | ------------ | ------------ | ------------ | ------ | ------ | ------ | ------ | ------ | ------ | -- |
| 2. Bundesliga     | 43    | 17      | 5       | 6       | 6       | 23      | 24      | 17           | 6            | 4            | 7            | 30           | 32           | 34     | 11     | 10     | 13     | 53     | 56     | -3 |
| Coppa di Germania | -     | 0       | 0       | 0       | 0       | 0       | 0       | 2            | 1            | 1            | 0            | 7            | 1            | 2      | 1      | 1      | 0      | 7      | 1      | +6 |
| Totale            | 43    | 17      | 5       | 6       | 6       | 23      | 24      | 19           | 7            | 5            | 7            | 37           | 33           | 36     | 12     | 11     | 13     | 60     | 57     | +3 |

### Andamento in campionato
| Giornata  | 1 | 2  | 3  | 4  | 5  | 6  | 7  | 8  | 9  | 10 | 11 | 12 | 13 | 14 | 15 | 16 | 17 | 18 | 19 | 20 | 21 | 22 | 23 | 24 | 25 | 26 | 27 | 28 | 29 | 30 | 31 | 32 | 33 | 34 |
| --------- | - | -- | -- | -- | -- | -- | -- | -- | -- | -- | -- | -- | -- | -- | -- | -- | -- | -- | -- | -- | -- | -- | -- | -- | -- | -- | -- | -- | -- | -- | -- | -- | -- | -- |
| Luogo     | C | T  | C  | T  | C  | T  | C  | T  | C  | T  | C  | T  | C  | T  | T  | C  | T  | T  | C  | T  | C  | T  | C  | T  | C  | T  | C  | T  | C  | T  | C  | C  | T  | C  |
| Risultato | N | P  | V  | P  | N  | P  | P  | V  | P  | V  | V  | P  | N  | V  | V  | P  | N  | N  | N  | V  | V  | V  | P  | P  | N  | N  | V  | P  | P  | N  | P  | V  | P  | N  |
| Posizione | 7 | 16 | 12 | 15 | 15 | 16 | 16 | 14 | 16 | 14 | 10 | 12 | 12 | 8  | 6  | 10 | 10 | 10 | 10 | 9  | 6  | 5  | 5  | 8  | 7  | 8  | 9  | 8  | 8  | 10 | 11 | 9  | 11 | 11 |

Legenda:

Luogo: C = Casa; T = Trasferta. Risultato: V = Vittoria; N = Pareggio; P = Sconfitta.

### Statistiche dei giocatori
| Giocatore        | 2. Bundesliga | 2. Bundesliga | 2. Bundesliga | 2. Bundesliga | Coppa di Germania | Coppa di Germania | Coppa di Germania | Coppa di Germania | Totale   | Totale | Totale      | Totale     |
| Giocatore        | Presenze      | Reti          | Ammonizioni   | Espulsioni    | Presenze          | Reti              | Ammonizioni       | Espulsioni        | Presenze | Reti   | Ammonizioni | Espulsioni |
| ---------------- | ------------- | ------------- | ------------- | ------------- | ----------------- | ----------------- | ----------------- | ----------------- | -------- | ------ | ----------- | ---------- |
| A. Arslan        | 0             | 0             | 0             | 0             | 0                 | 0                 | 0                 | 0                 | 0        | 0      | 0           | 0          |
| D. Atanga        | 19            | 0             | 0             | 0             | 1                 | 1                 | 0                 | 0                 | 20       | 1      | 0           | 0          |
| M. Baku          | 20            | 4             | 2             | 0             | 2                 | 3                 | 0                 | 0                 | 22       | 7      | 2           | 0          |
| J. Dehm          | 7             | 1             | 0             | 0             | 0                 | 0                 | 0                 | 0                 | 7        | 1      | 0           | 0          |
| T. Dähne         | 0             | 0             | 0             | 0             | 0                 | 0                 | 0                 | 0                 | 0        | 0      | 0           | 0          |
| M. Eberwein      | 2             | 0             | 1             | 0             | 1                 | 0                 | 0                 | 0                 | 3        | 0      | 1           | 0          |
| T. Fleckstein    | 0             | 0             | 0             | 0             | 0                 | 0                 | 0                 | 0                 | 0        | 0      | 0           | 0          |
| I. Gkelios       | 26            | 0             | 0             | 0             | 1                 | 0                 | 0                 | 0                 | 27       | 0      | 0           | 0          |
| B. Girth         | 0             | 0             | 0             | 0             | 0                 | 0                 | 0                 | 0                 | 0        | 0      | 0           | 0          |
| D. Hanslik       | 1             | 0             | 0             | 0             | 1                 | 0                 | 0                 | 0                 | 2        | 0      | 0           | 0          |
| N. Hauptmann     | 0             | 0             | 0             | 0             | 0                 | 0                 | 0                 | 0                 | 0        | 0      | 0           | 0          |
| A. Ignjovski     | 21            | 0             | 3             | 0             | 1                 | 0                 | 0                 | 0                 | 22       | 0      | 3           | 0          |
| E. Iyoha         | 29            | 9             | 4             | 0             | 2                 | 0                 | 0                 | 0                 | 31       | 9      | 4           | 0          |
| S. Khelifi       | 8             | 0             | 1             | 0             | 1                 | 0                 | 0                 | 0                 | 9        | 0      | 1           | 0          |
| L. Lauberbach    | 21            | 3             | 0             | 0             | 0                 | 0                 | 0                 | 0                 | 21       | 3      | 0           | 0          |
| J. Lee           | 31            | 9             | 2             | 0             | 2                 | 1                 | 0                 | 0                 | 33       | 10     | 2           | 0          |
| S. Lorenz        | 0             | 0             | 0             | 0             | 0                 | 0                 | 0                 | 0                 | 0        | 0      | 0           | 0          |
| J. Meffert       | 26            | 2             | 4             | 2             | 0                 | 0                 | 0                 | 0                 | 26       | 2      | 4           | 2          |
| A. Mühling       | 30            | 6             | 4             | 0             | 2                 | 0                 | 0                 | 0                 | 32       | 6      | 4           | 0          |
| P. Neumann       | 25            | 0             | 4             | 1             | 2                 | 0                 | 0                 | 0                 | 27       | 0      | 4           | 1          |
| F. Porath        | 19            | 2             | 2             | 0             | 2                 | 1                 | 0                 | 0                 | 21       | 3      | 2           | 0          |
| F. Reese         | 12            | 1             | 0             | 0             | 0                 | 0                 | 0                 | 0                 | 12       | 1      | 0           | 0          |
| D. Reimann       | 8             | 0             | 0             | 0             | 1                 | 0                 | 0                 | 0                 | 9        | 0      | 0           | 0          |
| P. Sander        | 4             | 0             | 0             | 0             | 2                 | 0                 | 1                 | 0                 | 6        | 0      | 1           | 0          |
| D. Schmidt       | 21            | 0             | 3             | 0             | 1                 | 0                 | 1                 | 0                 | 22       | 0      | 4           | 0          |
| Y. Seo           | 9             | 0             | 1             | 0             | 0                 | 0                 | 0                 | 0                 | 9        | 0      | 1           | 0          |
| J. Serra         | 19            | 7             | 0             | 0             | 2                 | 1                 | 0                 | 0                 | 21       | 8      | 0           | 0          |
| J. Sterner       | 1             | 0             | 0             | 0             | 0                 | 0                 | 0                 | 0                 | 1        | 0      | 0           | 0          |
| S. Thesker       | 28            | 2             | 3             | 0             | 0                 | 0                 | 0                 | 0                 | 28       | 2      | 3           | 0          |
| D. Todorović     | 9             | 0             | 1             | 0             | 0                 | 0                 | 0                 | 0                 | 9        | 0      | 1           | 0          |
| H. Wahl          | 34            | 1             | 2             | 0             | 2                 | 0                 | 0                 | 0                 | 36       | 1      | 2           | 0          |
| T. Weiner        | 0             | 0             | 0             | 0             | 0                 | 0                 | 0                 | 0                 | 0        | 0      | 0           | 0          |
| J. van den Bergh | 30            | 0             | 6             | 0             | 2                 | 0                 | 0                 | 0                 | 32       | 0      | 6           | 0          |
| S. Özcan         | 28            | 5             | 3             | 0             | 1                 | 0                 | 0                 | 0                 | 29       | 5      | 3           | 0          |